# 218P/LINEAR
218P/LINEAR, komet Jupiterove obitelji